# زلنو داروو
زلنو داروو (به بلغاری: Zeleno darvo) یک منطقهٔ مسکونی در بلغارستان است که در شهرستان گابروو واقع شده‌است.